# Asz-Szamal (prowincja)
Asz-Szamal (arab. الشمال) – jedna z 8 prowincji w emiracie Kataru, znajdująca się w północnej części kraju. Stolicą prowincji jest Ar-Ruwajs.